# Коженювка-Дужа
Коженювка-Дужа (пол. Korzeniówka Duża) — село в Польщі, у гміні Сім'ятичі Сім'ятицького повіту Підляського воєводства.
Населення — 123 особи (2011).
У 1975-1998 роках село належало до Білостоцького воєводства.

## Демографія
Демографічна структура станом на 31 березня 2011 року:
|          | Загалом | Допрацездатний вік | Працездатний вік | Постпрацездатний вік |
| -------- | ------- | ------------------ | ---------------- | -------------------- |
| Чоловіки | 67      | 14                 | 40               | 13                   |
| Жінки    | 56      | 11                 | 34               | 11                   |
| Разом    | 123     | 25                 | 74               | 24                   |